# Teodora Pušić
Teodora Pušić (ur. 12 marca 1993 w Belgradzie) – serbska siatkarka, reprezentantka kraju, grająca na pozycji libero.

## Przebieg kariery
| 2010–2015                 | Crvena zvezda Belgrad      |
| 2015–2017                 | Vizura Belgrad             |
| 2017–2018                 | Allianz MTV Stuttgart      |
| 2018–2019 (do 01.01.2019) | UVT Agroland Timișoara     |
| 2018–2019 (od 03.01.2019) | CSM Târgoviște             |
| 2020–2021 (od 15.01.2020) | CSM Târgoviște             |
| 2021–2022 (od 16.11.2021) | Dresdner SC                |
| 2022–2023                 | Rapid Bukareszt            |
| 2023– (od 10.11.2023)     | Allianz Vero Volley Milano |

## Sukcesy klubowe
Puchar Serbii:
- 2011, 2012, 2013, 2014, 2016

Liga serbska:
- 2011, 2012, 2013, 2016, 2017
- 2014
- 2015

Memoriał Agaty Mróz-Olszewskiej:
- 2012

Superpuchar Serbii:
- 2015

Liga niemiecka:
- 2018

Liga rumuńska:
- 2021
- 2019, 2020

Liga Mistrzyń:
- 2024[5]

## Sukcesy reprezentacyjne
Mistrzostwa Europy Juniorek:
- 2010

Grand Prix:
- 2017

Mistrzostwa Europy:
- 2017, 2019
- 2023[6]

Mistrzostwa Świata:
- 2018, 2022[7]

Liga Narodów:
- 2022[8]

## Nagrody indywidualne
- 2012: Najlepsza libero Memoriału Agaty Mróz-Olszewskiej
- 2022: Najlepsza libero Mistrzostw Świata[9]